# Maurizio Lucchetti
Maurizio Lucchetti (Crema, 26 giugno 1959) è un allenatore di calcio ed ex calciatore italiano, di ruolo attaccante, tecnico dell'Orceana.
Ha disputato 102  partite in Serie B con 18 reti all'attivo con L.R. Vicenza e Cosenza.

## Carriera

### Giocatore

Lucchetti esultante al L.R. Vicenza nella stagione 1986-1987

Dopo aver iniziato a giocare in Serie C nella squadra della sua città, il Pergocrema, è passato alla Vogherese restandovi per cinque stagioni e vincendo un campionato di Serie D nel 1981. Nella stagione 1983-1984 realizza 16 gol in Serie C1 con la maglia del Legnano che per il successivo campionato gli valgono la chiamata del L.R. Vicenza. Con i biancorossi ottiene subito la promozione in Serie B, debuttando l'anno dopo tra i cadetti l'8 settembre 1985 nella gara Monza-L.R. Vicenza (0-1). Alla sua prima stagione in Serie B realizza 7 gol in 34 presenze di campionato, mentre l'anno dopo (sempre in Serie B) firma 5 reti in 32 partite.  
Nel 1987-1988 ottiene una nuova promozione (in Serie B) con il Cosenza allenato da Gianni Di Marzio. Con lui in squadra c'è Claudio Lombardo, suo compagno nella Vogherese, facendo coppia in attacco con un giovane Michele Padovano. Realizza 6 gol in 32 partite. L'anno seguente, tornato a calcare i campi della cadetteria, sfiora con la sua squadra il doppio salto di categoria. Sotto la guida tecnica di Bruno Giorgi, gioca 36 partite con 6 reti.
Nell'estate del 1989 lo ingaggia la Salernitana e anche in Campania ottiene una promozione in Serie B che a Salerno era attesa da 23 anni. L'anno dopo, con i granata, non riesce a timbrare nessuna presenza in campionato e durante la stagione si trasferisce al Lecco dove firma 10 reti in 11 gare del campionato di Serie C2. Sempre con il Lecco, l'anno seguente, totalizza 34 presenze realizzando 6 gol. Ha chiuso la carriera agonistica vestendo nel 1992-1993 la maglia dell'Oltrepò.

### Allenatore
Successivamente ha svolto il ruolo di allenatore, ottenendo diverse promozioni nei campionati dilettantistici. Ha anche allenato in Serie D la Nuova Verolese e il Palazzolo, divenendo poi l'allenatore della Grumellese nel campionato di Eccellenza Lombardia.
Il 16 febbraio 2011 è stato sostituito sulla panchina della Grumellese, ultima in classifica nel girone C, in seguito alla sconfitta sul campo della Gandinese nella quarta giornata di ritorno per 2-0. Nella stagione 2011-2012, subentrato a stagione in corso sulla panchina del Crema, ottiene la salvezza e viene rinconfermato per la stagione successiva. Allena la squadra lombarda anche nella stagione 2013-2014, sempre in Eccellenza, centrando la salvezza ai play-out.
Nella stagione 2015-2016 allena i bergamaschi della Trevigliese, nel campionato di Promozione; viene esonerato in seguito alla sconfitta nel derby cittadino con la Mario Zanconti il 2 marzo 2016, nonostante la sua squadra si trovasse al secondo posto in classifica.
Il 12 dicembre 2017 torna sulla panchina del Crema. Il 30 gennaio 2018 presenta le sue dimissioni dalla squadra cremasca.

## Palmarès

### Allenatore
- Eccellenza: 1

Pergocrema: 2001-2002 (girone C lombardo)